# Erasmus+

Logo von Erasmus+

Erasmus+ (gesprochen Erasmus Plus) ist ein Programm der Europäischen Union zur Förderung der Zusammenarbeit von Bildungseinrichtungen und der Mobilität von Einzelpersonen im Bereich der allgemeinen Bildung und beruflichen Bildung, von Jugend und Sport. Das Programm richtet sich an Schüler, Lehrlinge, Studenten, Lehrkräfte, Pädagogen, Jugendliche sowie allgemeines Verwaltungspersonal. Gefördert werden Kurzzeit- und Langzeitaustausche, Einzel- und Gruppenbegegnungen. Nach dem Grundsatz des lebenslangen Lernens besteht die Möglichkeit zu Studienaufenthalten, Praktika für Studenten und Auszubildende, Lehr- und Fortbildungsaktivitäten, Jugendaustausch, Jugendarbeit und Maßnahmen im Bereich des Sports in ganz Europa und teilweise darüber hinaus.
In Deutschland wird das Erasmus+-Programm von vier nationalen Agenturen umgesetzt, wobei diese beim Deutschen Akademischen Austauschdienst (DAAD) für den Hochschulbereich, beim Pädagogischen Austauschdienst (PAD) für den Schulbereich, beim Bundesinstitut für Berufsbildung für die Bereiche Berufs- und Erwachsenenbildung und bei Jugend in Aktion für Jugendprojekte bzw. die außerschulische Jugendarbeit angesiedelt sind. In Österreich wird das gesamte Programm von der Agentur für Bildung und Internationalisierung (OeAD) als nationale Agentur für Erasmus+ umgesetzt.

## Rechtsgrundlage und Zielsetzung
Rechtsgrundlage der laufenden Programmgeneration 2021–2027 ist die Verordnung (EU) 2021/871 des Europäischen Parlaments und des Rates vom 20. Mai 2021. Die Ziele und Struktur von Erasmus+ werden im Programmleitfaden beschrieben.
Teilnehmer verbessern mit Erasmus+ ihre fachlichen, sprachlichen, sozialen und interkulturellen Fähigkeiten. Gleichzeitig wird ein erhöhtes Bewusstsein für ein gemeinsames Europa und seine Vielfalt geschaffen. Darüber hinaus unterstützt Erasmus+ auch die Internationalisierung der nationalen Bildungssysteme vom Kindergarten und über alle Schulformen und die Hochschulen bis hin zu den Einrichtungen der Erwachsenenbildung. Erasmus+ unterstützt die Vergleichbarkeit und gegenseitige Anerkennung von nationalen Bildungsabschlüssen und fördert europaweite Netzwerke. Weiters beinhaltet das Programm Exzellenzinitiativen wie die Europäischen Hochschulen, gemeinsame Masterabschlüsse, Zentren der beruflichen Exzellenz, Jean-Monnet-Maßnahmen (Europastudien) und Erasmus+ Lehrkräfteakademien.
Erasmus+ verfolgt seit der Programmgeneration 2021–2027 vier inhaltliche horizontale Prioritäten:
- Inklusion und Vielfalt
- Digitaler Wandel (als Teil des Digital Education Action Plan[6])
- Umwelt und Bekämpfung des Klimawandels (im Zusammenhang mit dem European Green Deal)[7]
- Teilhabe am demokratischen Leben

## Geschichte der EU-Bildungs- und Jugendprogramme
Das erste EU-Bildungsprogramm ging 1987 unter dem Namen Erasmus an den Start und richtete sich allein an Studenten. Weitere Vorläuferprogramme waren das Sokrates-Programm I (1994–1999) und II (2000–2006) und das Programm Lebenslanges Lernen (2007–2013). 2014 wurden alle EU-Bildungs- und Jugendprogramme in das neu aufgesetzte Programm Erasmus+ für allgemeine und berufliche Bildung, Jugend und Sport integriert. Die Gründerin dieses Programms ist die italienische Pädagogin und Universitätsprofessorin Sofia Corradi.
So werden das Hochschulbildungsprogramm Erasmus, das Master- und Doktorandenprogramm Erasmus Mundus, Erasmus für Jungunternehmer, Comenius für Schulbildung, Leonardo da Vinci für Berufsbildung und Grundtvig für Erwachsenenbildung seit 2014 unter dem Namen Erasmus+ weitergeführt. Für den Zeitraum 2021 bis 2027 forderte das Europäische Parlament Anpassungen im Detail sowie eine Verdreifachung des Budgets. Auch Ursula von der Leyen hatte sich in ihrer Bewerbungsrede als Kommissionspräsidentin der Forderung des Parlaments nach einer annähernden Verdreifachung des aktuellen Budgets von 14,7 auf 41,2 Milliarden Euro angeschlossen. Der Haushaltskompromiss der europäischen Staats- und Regierungschefs vom Juli 2020 belief sich jedoch auf nur 21,2 Milliarden für die nächste Programmgeneration. Bildungspolitiker aller Bundestagsfraktionen (außer AfD) haben deshalb in einem offenen Brief an Bundeskanzlerin Angela Merkel mehr Geld für Erasmus+ gefordert. Das Vereinigte Königreich ist seit dem Brexit nicht mehr Teil des Programms. Im Dezember 2020 haben die Europäische Kommission, das Europäische Parlament und die EU-Mitgliedstaaten eine politische Einigung über das neue Programm Erasmus+ (2021–2027) erzielt. Die neue Programmgeneration von Erasmus+ begann somit im Jahr 2021.

## Programmbereiche

### Erasmus+ Schulbildung
Im Bereich Schulbildung (=Allgemeinbildung) unterstützt Erasmus+ grenzüberschreitende Zusammenarbeit zwischen Schulen, Kindergärten und anderen Bildungseinrichtungen. Gefördert werden europaweite Mobilitäten von Schülern, Lehrkräften und Pädagogen sowie von sonstigen Mitarbeitern von Kindergärten und Schulen. Diese Auslandsaufenthalte erfolgen immer über eine entsendende Institution. Schulen und Kindergärten können über eine Zulassung (Akkreditierung) oder im Rahmen von kurzfristigen Projekten an Erasmus+ teilnehmen.
Erasmus+ Kooperationspartnerschaften widmen sich über einen längeren Zeitraum einem selbstgewählten Thema. Sie unterstützen Entwicklung, Übertragung und Umsetzung neuartiger Praktiken ebenso wie gemeinsame Initiativen zur Förderung von Zusammenarbeit, Peer Learning (Lernen unter Gleichgestellten) und Erfahrungsaustausch auf europäischer Ebene. Möglich sind auch kleinere Partnerschaften mit kürzeren Laufzeiten, kleineren Förderbeträgen und geringerem Verwaltungsaufwand sowie virtuelle Projekte zwischen Schulen und Kindergärten im Rahmen von eTwinning. Die Online-Plattform ermöglicht Schulen und Kindergärten grenzüberschreitende Online-Projekte und fördert die nationale und internationale Vernetzung von Pädagogen mittels europäischer Fortbildungen und Konferenzen. Jean-Monet-Aktionen fördern die Lehre und das Unterrichten von EU-bezogenen Themen an Schulen und Bildungseinrichtungen.
Ziel des Programmbereichs Schulbildung ist es, die Zusammenarbeit von Schulen aller Schulstufen und Schulformen innerhalb der Europäischen Union sowie die Mobilität von Schülern und Lehrkräften zu fördern. Teilnehmen können alle, die am Bildungsprozess von der Vorschule bis zum Ende des Sekundarbereichs II mitwirken. Außerdem bietet Erasmus+ Lehrkräften aller Schularten die Möglichkeit, sich auf der eTwinning Plattform miteinander zu vernetzen und gemeinsam internationale Onlineprojekte in einem virtuellen Klassenzimmer durchzuführen. In Deutschland wird der Programmbereich von Nationalen Agentur Erasmus+ Schulbildung im Pädagogischen Austauschdienst umgesetzt, in Österreich von der OeAD-GmbH.

### Erasmus+ Berufsbildung
Im Bereich Berufsbildung unterstützt Erasmus+ die länderübergreifende Zusammenarbeit von Berufsbildungseinrichtungen und anderer Organisationen mit Bezug zur beruflichen Bildung. Gefördert werden Mobilitäten von Schülern in der beruflichen Erstausbildung, von Lehrlingen sowie von Lehr- und Fachkräften der beruflichen Bildung. Aufenthalte sind in ganz Europa sowie auch weltweit möglich. Sie erfolgen immer über eine entsendende Institution, die über eine Akkreditierung oder im Rahmen von kurzfristigen Projekten an Erasmus+ teilnimmt.
Erasmus+ Kooperationspartnerschaften widmen sich über einen längeren Zeitraum einem selbstgewählten Thema. Sie unterstützen Entwicklung, Transfer und Implementierung innovativer Praktiken ebenso wie gemeinsame Initiativen zur Förderung von Zusammenarbeit, Peer Learning und Erfahrungsaustausch auf europäischer Ebene. Möglich sind auch kleinere Partnerschaften mit kürzeren Laufzeiten, kleineren Förderbeträgen und geringerem Verwaltungsaufwand. Die Online-Plattform eTwinning ermöglicht Schulen grenzüberschreitende Online-Projekte und fördert eTwinning die nationale und internationale Vernetzung von Pädagogen mittels europäischer Fortbildungen und Konferenzen. Zur Förderung von Exzellenz und Innovation in der beruflichen Bildung unterstützt Erasmus+ Zentren der beruflichen Exzellenz und Allianzen für Innovation sowie Kapazitätsaufbau.
Leonardo war ein EU-Programm zur Förderung der Aus- und Weiterbildung, insbesondere der grenzüberschreitenden beruflichen Bildung und ist seit 2014 ein Programmbereich von Erasmus+. In Deutschland wird der Programmbereich von der nationalen Agentur beim Bundesinstitut für Berufsbildung (BiBB) umgesetzt, in Österreich von der OeAD-GmbH.

### Erasmus+ Hochschulbildung
Ziel von Erasmus+ im Bereich Hochschulbildung ist es, die Zusammenarbeit von Hochschulen in Europa und weltweit sowie den Austausch von Studierenden, Graduierten, Lehrenden (Dozenten) und allgemeinem Hochschulpersonal zu fördern. Zentrale Bestandteile sind die Anerkennung von Studienleistungen im Ausland anhand des European Credit Transfer Systems (ECTS) und die finanzielle Unterstützung von Austauschaufenthalten. Es können Studienaufenthalte, Auslandspraktika im Rahmen bzw. nach Abschluss des Studiums, Lehraufenthalte sowie Fortbildung von allgemeinem Hochschulpersonal gefördert werden. Seit 2021 werden die horizontalen Ziele des Erasmus-Programms durch die besondere Berücksichtigung von Inklusion, sozialer Teilhabe und grünem Reisen in der Finanzierung von Auslandsaufenthalten unterstützt. Alle Informationen dazu hält die EU-Kommission im jährlich erscheinenden Programmleitfaden bereit.
Hochschulaktivitäten zwischen Programm und Partnerländern (weltweit) werden seit 2015 als International Credit Mobility (Internationale Hochschulmobilität) durchgeführt.
Neben der Mobilität werden auch Kooperationsprojekte zwischen europäischen Einrichtungen und mit Partnerländern weltweit gefördert. Hier gibt es verschiedene Förderlinien mit verschiedenen Zielrichtungen: Die Erasmus+ Cooperation Partnerships bieten Hochschulen und anderen Organisationen die Möglichkeit, ihre Internationalisierungsvorhaben bildungsbereichsübergreifend voranzutreiben. Weitere Erasmus+ Förderlinien im Bereich Hochschulzusammenarbeit und mit innereuropäischem Fokus sind die Allianzen für Innovation, die Erasmus+ Lehrkräfteakademien (Teacher Academies) sowie die Europäische Hochschulen. Letztere sollen die Stärken und die Vielfalt europäischer Forschung und Lehre in neuen Strukturen und im Rahmen von „interuniversitären“ europäischen Hochschulcampus bündeln. Aktuell (Stand: Juni 2024) werden im Rahmen der Europäischen Hochschulen 50 Allianzen gefördert. Aus Deutschland sind 51 Hochschulen an 44 der ausgewählten Allianzen beteiligt. Bis Mitte 2024 soll es 60 Europäische Hochschulallianzen mit 500 beteiligten Hochschulen aus ganz Europa geben. Des Weiteren fällt unter den Bereich der Hochschulzusammenarbeit auch die Förderlinie der Zukunftsorientierten Projekte. Diese zielen auf die Entwicklung und Ermittlung innovativer (politischer) Ansätze ab, die das Potenzial haben, die Systeme der allgemeinen und beruflichen Bildung zu verbessern.
Weltweit ausgerichtete Erasmus+ Förderlinien im Bereich Hochschulzusammenarbeit sind die Erasmus-Mundus-Aktion, die Kapazitätsaufbauprojekte im Hochschulbereich sowie die Jean-Monnet-Aktionen.
Integraler Bestandteil des Bereichs der Politikunterstützung ist die Förderlinie der Europäischen Experimentellen Maßnahmen. Hierbei handelt es sich um transnationale Kooperationsprojekte, in deren Rahmen länderübergreifende Feldversuche durchgeführt werden, die das Ziel haben, die Relevanz, Wirksamkeit, Skalierbarkeit und potenzielle Auswirkungen von bestimmten Aktivitäten zu testen. Mit dem Aufruf 2022 wird die Erprobung eines gemeinsamen europäischen Gütesiegels für Abschlüsse (European Degree Label) und die Auslotung eines potenziellen europäischen Rechtsstatus für Hochschulallianzen (European Legal Status) adressiert. Die Pilotprojekte, deren Erkenntnisse die transnationale Zusammenarbeit von Hochschuleinrichtungen in Europa erleichtern sollen, dienen der Umsetzung der Europäischen Hochschulstrategie und gelten als Meilensteine zur Verwirklichung eines europäischen Bildungsraums.
Der Programmbereich Hochschulbildung wird in Deutschland vom Deutschen Akademischen Austauschdienst (DAAD) und in Österreich von der OeAD-GmbH umgesetzt.

### Erasmus+ Erwachsenenbildung
Im Bereich Erwachsenenbildung unterstützt Erasmus+ die länderübergreifende Zusammenarbeit von Erwachsenenbildungsinstitutionen und Institutionen mit Bezug zur Erwachsenenbildung. Gefördert werden Lehr- und Lernaufenthalte von Erwachsenenbildnern sowie Mobilitäten von Lernenden in der Erwachsenenbildung. Aufenthalte erfolgen immer über eine entsendende Institution, die über eine Akkreditierung oder im Rahmen von kurzfristigen Projekten an Erasmus+ teilnimmt.
Erasmus+ Kooperationspartnerschaften widmen sich über einen längeren Zeitraum einem selbstgewählten Thema. Sie unterstützen Entwicklung, Transfer und Implementierung innovativer Praktiken ebenso wie gemeinsame Initiativen zur Förderung von Zusammenarbeit, Peer Learning und Erfahrungsaustausch auf europäischer Ebene. Möglich sind auch kleinere Partnerschaften mit kürzeren Laufzeiten, kleineren Förderbeträgen und geringerem Verwaltungsaufwand.
Der Programmbereich wird in Deutschland von der Nationalen Agentur Bildung für Europa beim Bundesinstitut für Berufsbildung (NA beim BIBB) umgesetzt, in Österreich vom OeAD.
Grundtvig war ein 2000 eingerichtetes Förderprogramm der Europäischen Union für den Bereich der Erwachsenenbildung und ist seit 2014 ein Programmbereich von Erasmus+.

### Erasmus+ Jugend
Dieser Programmbereich befasst sich mit nicht-formalem und informellem Lernen im Bereich Jugend. In Österreich wird der Jugendbereich von Erasmus+ sowie das Europäische Solidaritätskorps vom OeAD umgesetzt. In Deutschland werden die beiden Programme (Erasmus+ Jugend und Europäisches Solidaritätskorps) von der Nationalen Agentur Jugend für Europa umgesetzt.

### Erasmus+ Sport
Aktivitäten im Bereich Sport. In Österreich werden die dezentralen Maßnahmen im Sportbereich vom OeAD umgesetzt.

## Programmländer und Partnerländer

### Programmländer
Am Erasmus+-Programm können Personen und Organisationen aus den sogenannten Programmländern teilnehmen. Dies sind alle Mitgliedstaaten der Europäischen Union. Folgende weitere Staaten außerhalb der Europäischen Union nehmen ebenfalls als Programmländer („mit dem Programm assoziierte Drittländer“) an Erasmus+ teil:
- Nordmazedonien
- Island
- Liechtenstein
- Norwegen
- Serbien
- Türkei

#### Ausscheiden des Vereinigten Königreichs aus dem Programm im Zuge des „Brexit“ (2020)
Das Vereinigte Königreich ist im Zuge des EU-Austritt aus freien Stücken als Programmland ausgeschieden und nur noch Partnerland. Die Teilnahme an EU-Programmen wie Erasmus+ waren nach dem Austritt des Vereinigten Königreichs aus der Europäischen Union (Brexit) neu zu verhandeln. Anfang 2020 hatte das britische Unterhaus einen Antrag der liberalen Abgeordneten Layla Moran abgelehnt, der die Regierung verpflichtet hätte, sich auch nach dem Austritt aus der EU an Erasmus+ zu beteiligen. Die britische Regierung hatte jedoch ihr Interesse an der Durchführung von Austauschprogrammen mit der EU betont. Ende Dezember 2020 entschied die britische Regierung, dass das Vereinigte Königreich nach dem Brexit nicht mehr Teil des Programms sein wird. Ein eigenes, nach Alan Turing benanntes Programm fördert seither den Aufenthalt britischer Studenten „an den besten Universitäten weltweit“. Das Programm ermöglicht jedoch keinen Austausch, also keinen Aufenthalt von ausländischen Studenten, Schülern, Lehrkräften etc. an britischen Bildungseinrichtungen. Unabhängig von England hat Schottland erste eigenständige Gespräche mit der EU über eine Rückkehr in das EU-Programm Erasmus+ geführt. Gemäß schottischer Regierung beteiligten sich bisher jährlich mehr als 2000 Studenten und Beschäftigte aus Schottland an diesem Programm. Auslandsaufenthalte von Studierenden und Hochschulpersonal aus Deutschland können in das Vereinigten Königreich als Partnerland (nicht mit dem Erasmus+ Programm assoziiert) in geringerem Umfang als vor dem Brexit gefördert werden.

### Partnerländer
Der Austausch mit sogenannten Partnerländern („nicht mit dem Erasmus+ Programm assoziierten Drittländern“) kann über Erasmus+ unter bestimmten Bedingungen gefördert werden.

## Kritik (2013)
Im Gegensatz zum Vorschlag der Kommission für ein integriertes EU-Programm in den Bereichen Bildung, Jugend und Sport im Jahr 2013 sprach sich das Europäische Parlament mit viel Rückenwind insbesondere der Bereiche Jugend & Sport für den Programmnamen YES – Youth-Education-Sport aus. Deutsche Interessenvertreter zeigten sich vor allem beim Thema Jugend besorgt. Diesem Bereich werde im Entwurf der Kommissarin zu „Erasmus für alle“ kein eigenes Kapitel mehr eingeräumt. Viele befürchten daher eine Benachteiligung für Projekte aus der Jugendarbeit im Vergleich zu Programmen aus dem Bereich der formellen Bildung. Der Deutsche Bundesjugendring schloss sich mit seiner Kritik den deutschen Bundesländern an. Aus Sicht der Jugendverbände und Jugendringe sei das Kernproblem, dass im Entwurf des geplanten Programms die Jugendarbeit vollständig im Bildungsbereich verschwände. „Es ist grundlegend falsch, dass junge Menschen in Europa künftig ihre Persönlichkeit hauptsächlich in Schule, Ausbildung und Studium entwickeln können“, sagt Gunnar Czimczik, stellvertretender DBJR-Vorsitzender, „sie brauchen Freiräume, in denen sie sich selbstbestimmt engagieren und Erfahrungen sammeln können“. Diese notwendigen Räume würden im Vorschlag der EU-Kommission drastisch eingeschränkt. Das Programm „Erasmus für alle“ fokussiere stattdessen allein auf den Nutzen für Arbeit und Beschäftigung.